# HD59256
HD59256 — хімічно пекулярна зоря спектрального класу B9, що має видиму зоряну величину в смузі V приблизно  5,5.
Вона  розташована на відстані близько 673,9 світлових років від Сонця.

## Фізичні характеристики
Зоря HD59256 обертається 
досить швидко 
навколо своєї осі. Проєкція її екваторіальної швидкості на промінь зору становить  Vsin(i)= 86км/сек.

## Пекулярний хімічний склад
Зоряна атмосфера HD59256 має підвищений вміст 
Si
.